# 亚沙角水电站
亚沙角水电站是缅甸实皆省吉灵庙县的一座水电站，该电站主要由大坝、副坝、溢洪道、进水口、压力管道、发电厂房、尾水渠和开关站等建筑物组成，业主为缅甸农业与灌溉部灌溉司。其2号机组由中国葛洲坝集团承建。作为缅甸西部电网的重要组成部分，该电站运行后将有效满足卡波谷地地区的灌溉及发电需求。

## 图册

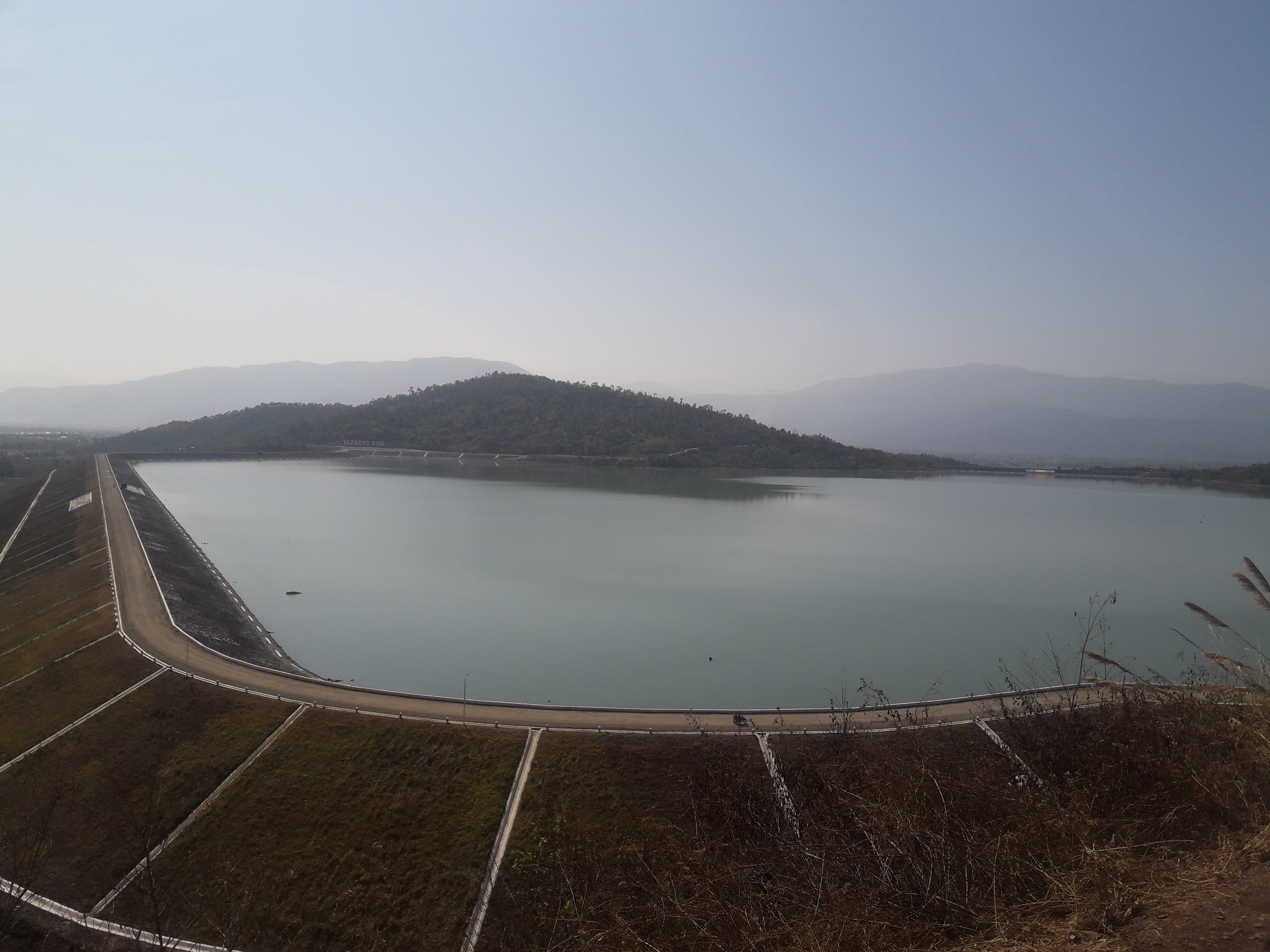
大坝
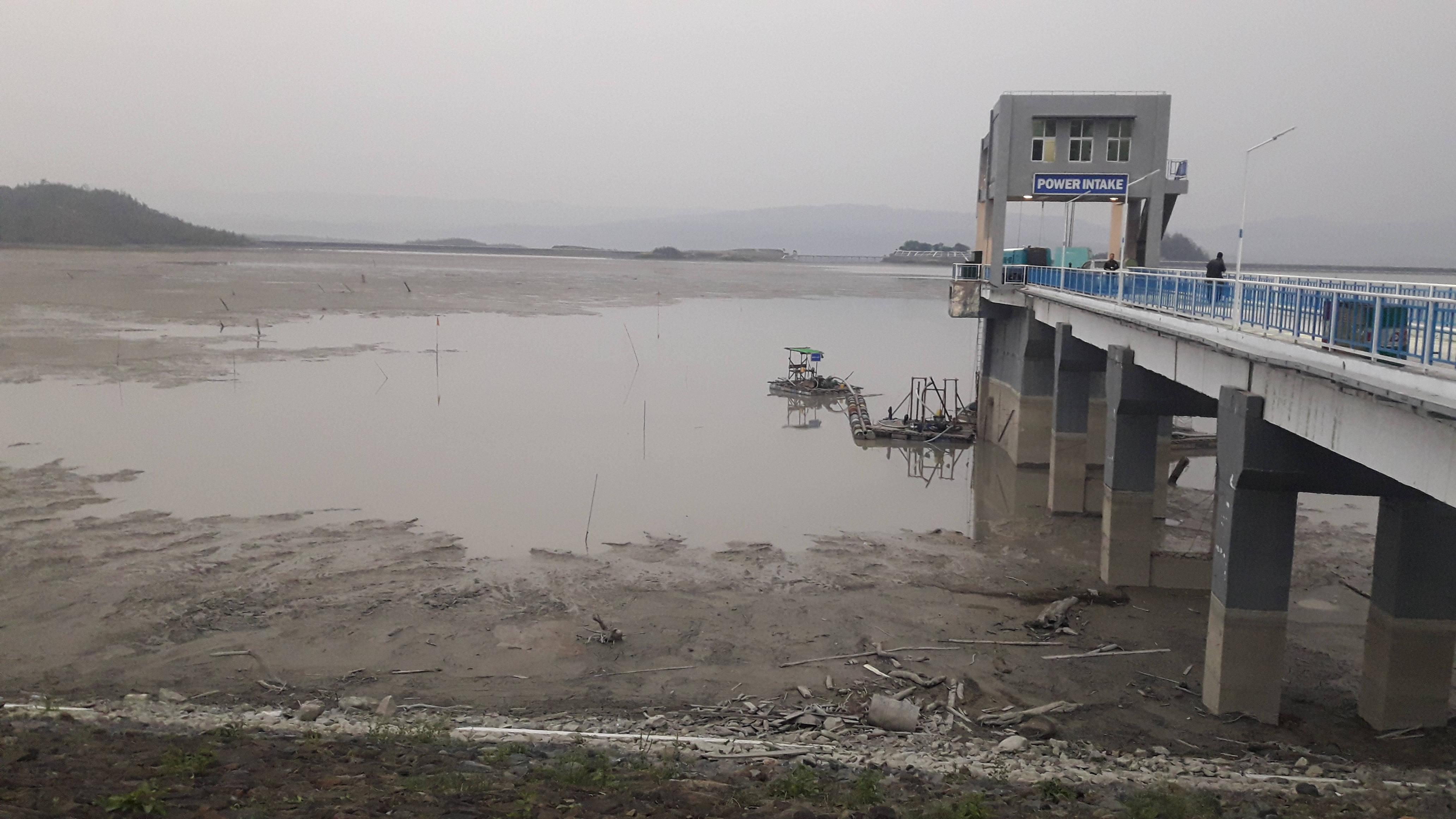
进水闸
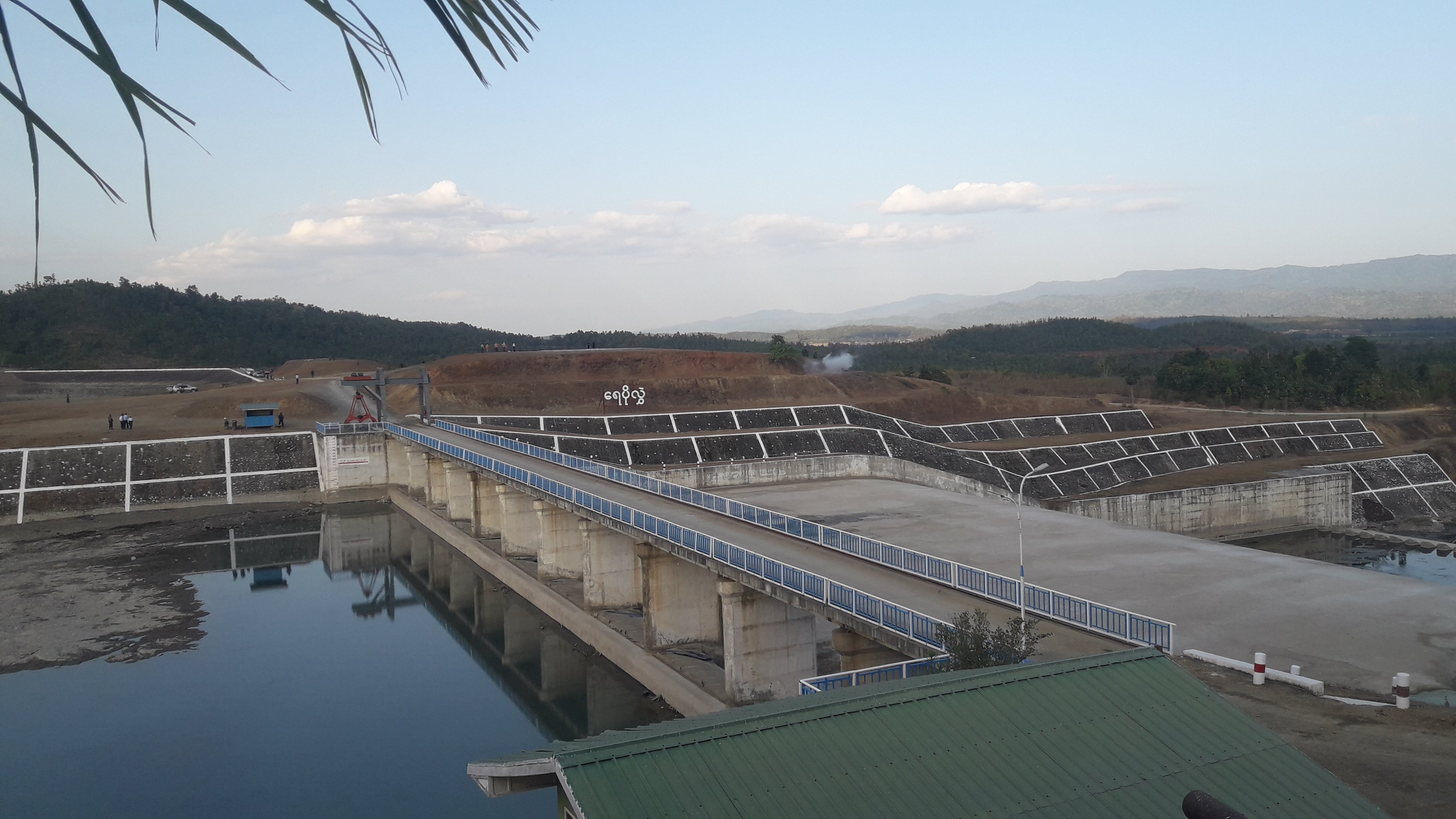
溢洪道
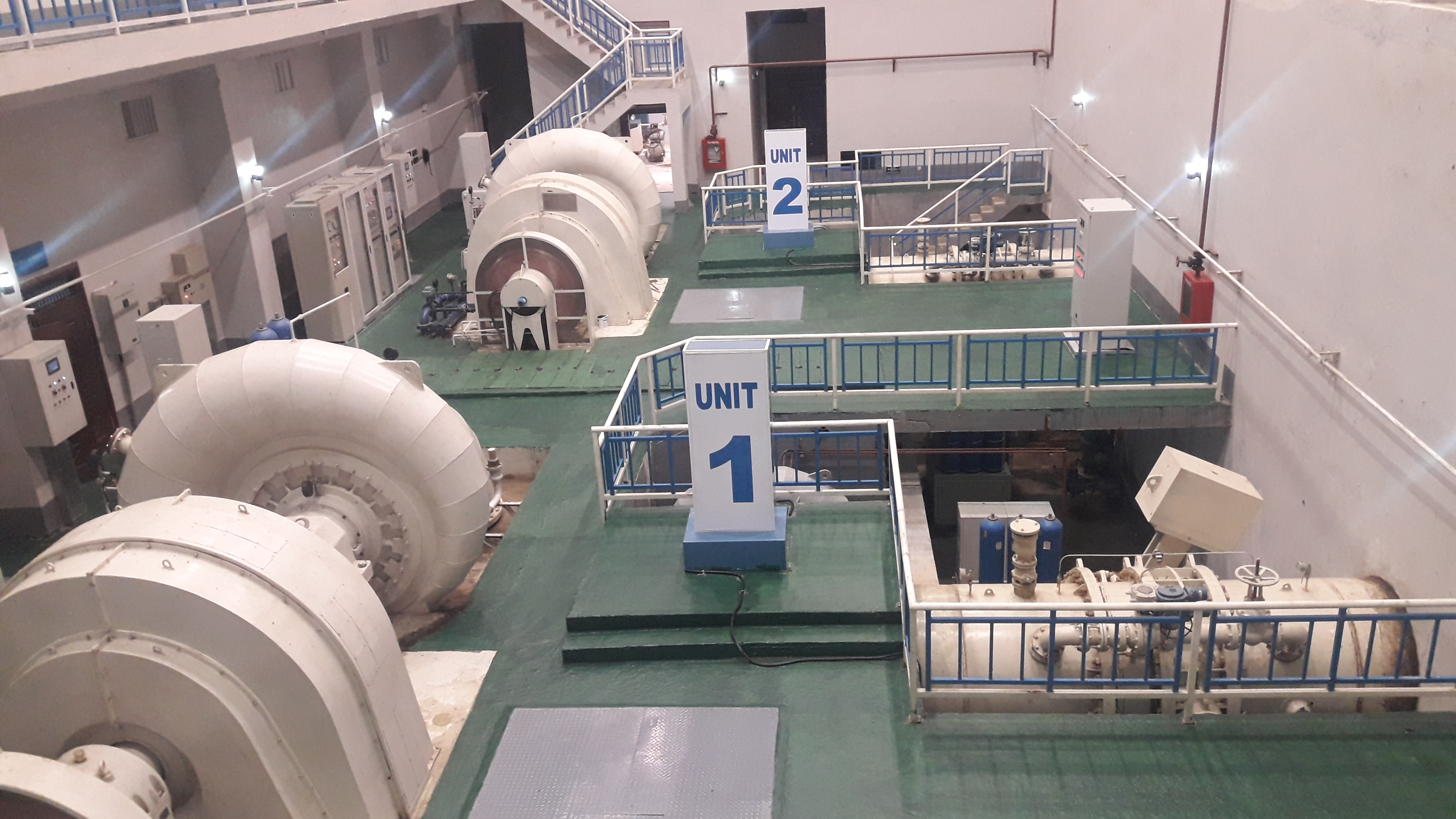
涡轮
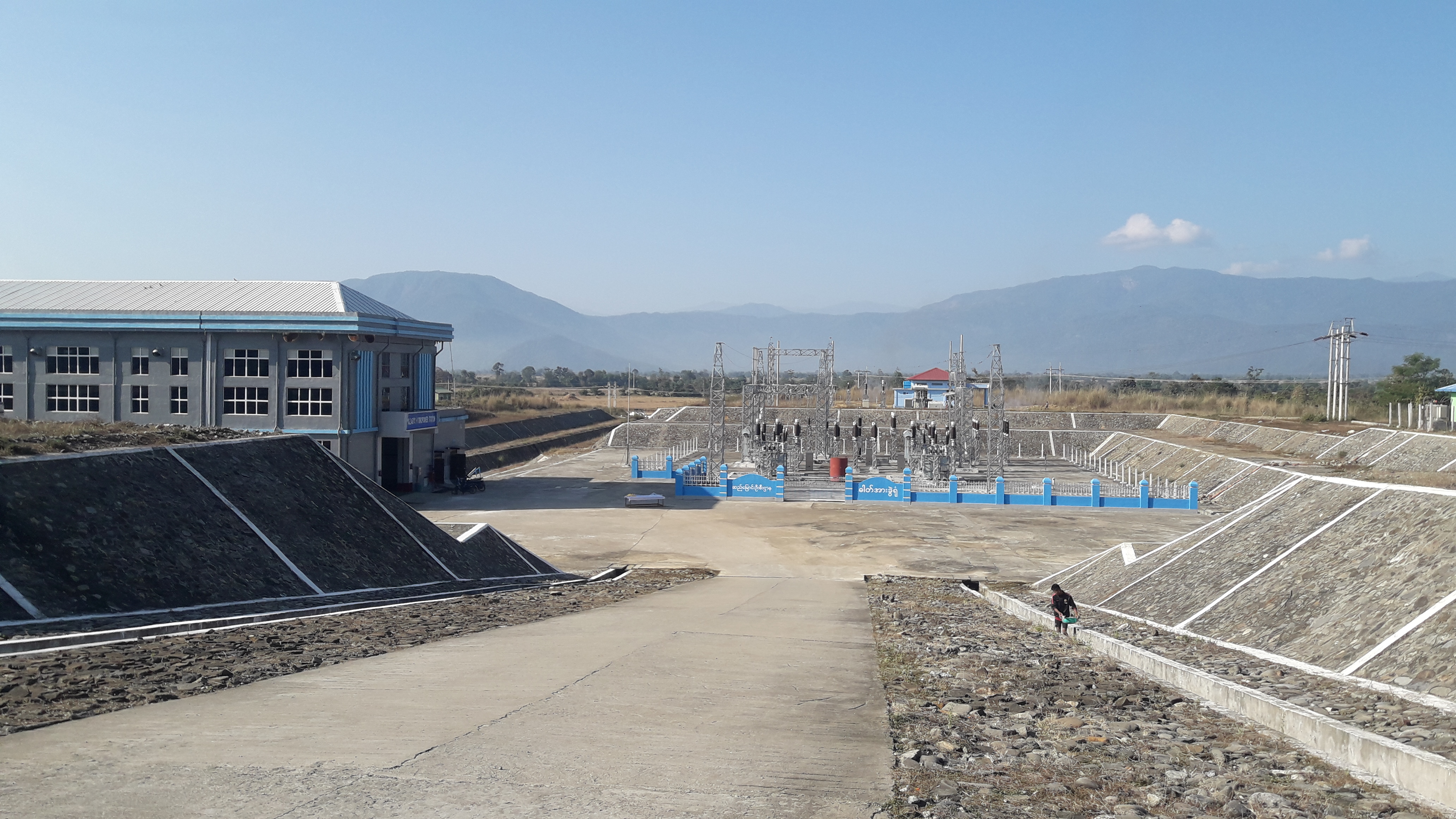
开关站
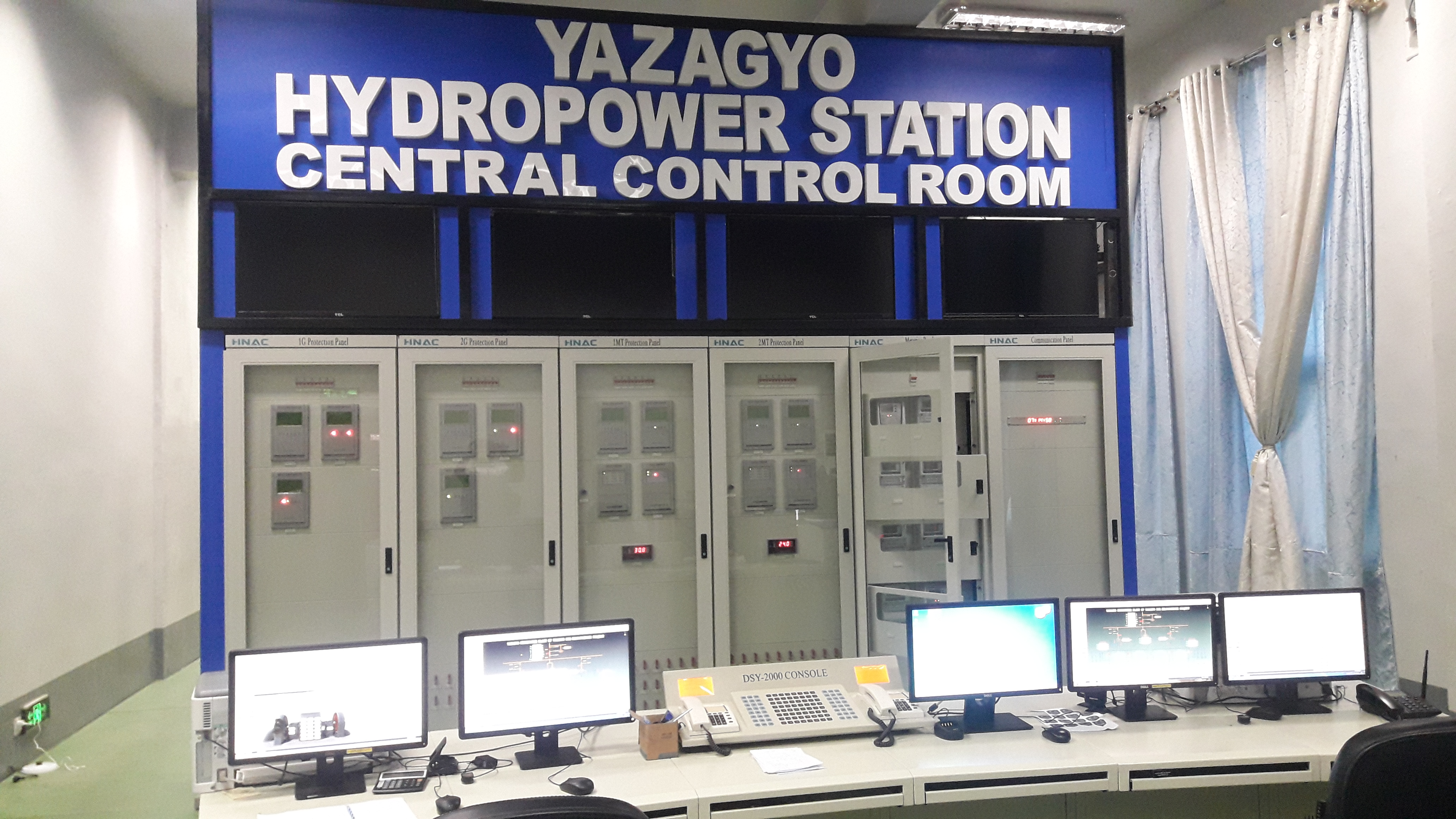
控制室